# Anisobas cornutus
Anisobas cornutus är en stekelart som beskrevs av Heinrich 1975. Anisobas cornutus ingår i släktet Anisobas och familjen brokparasitsteklar. Inga underarter finns listade i Catalogue of Life.